# لاورنس د فرسه
لاورنس د فرسه (انگلیسی: Laurens De Vreese؛ زادهٔ ۲۹ سپتامبر ۱۹۸۸) دوچرخه‌سوار اهل بلژیک است.
از باشگاه‌هایی که در آن بازی کرده‌است می‌توان به تیم آستانه، اسپورت فلاندر-بالوزه و وانتی–گروپ گوبر اشاره کرد.